# ویکتور لوئی

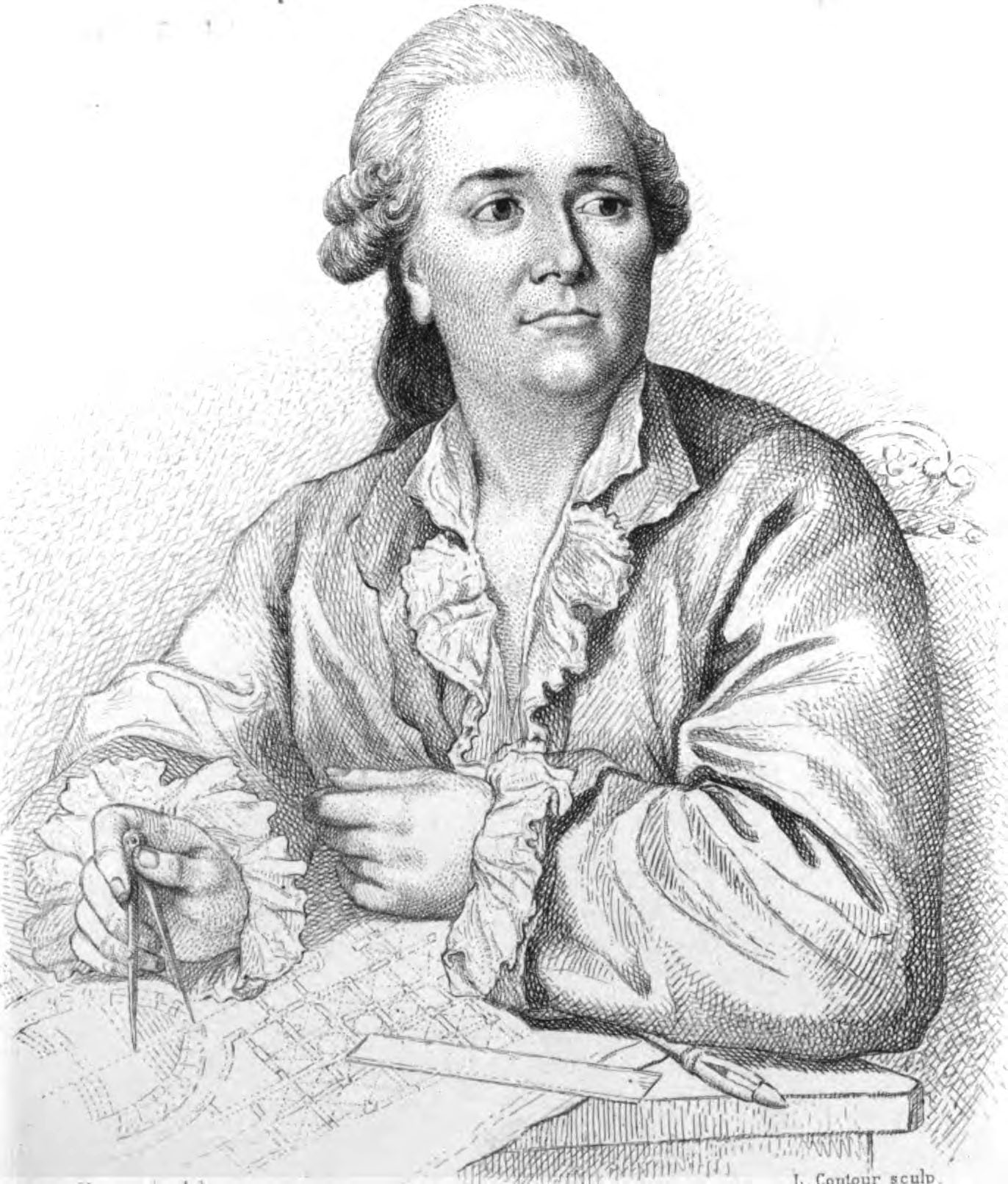

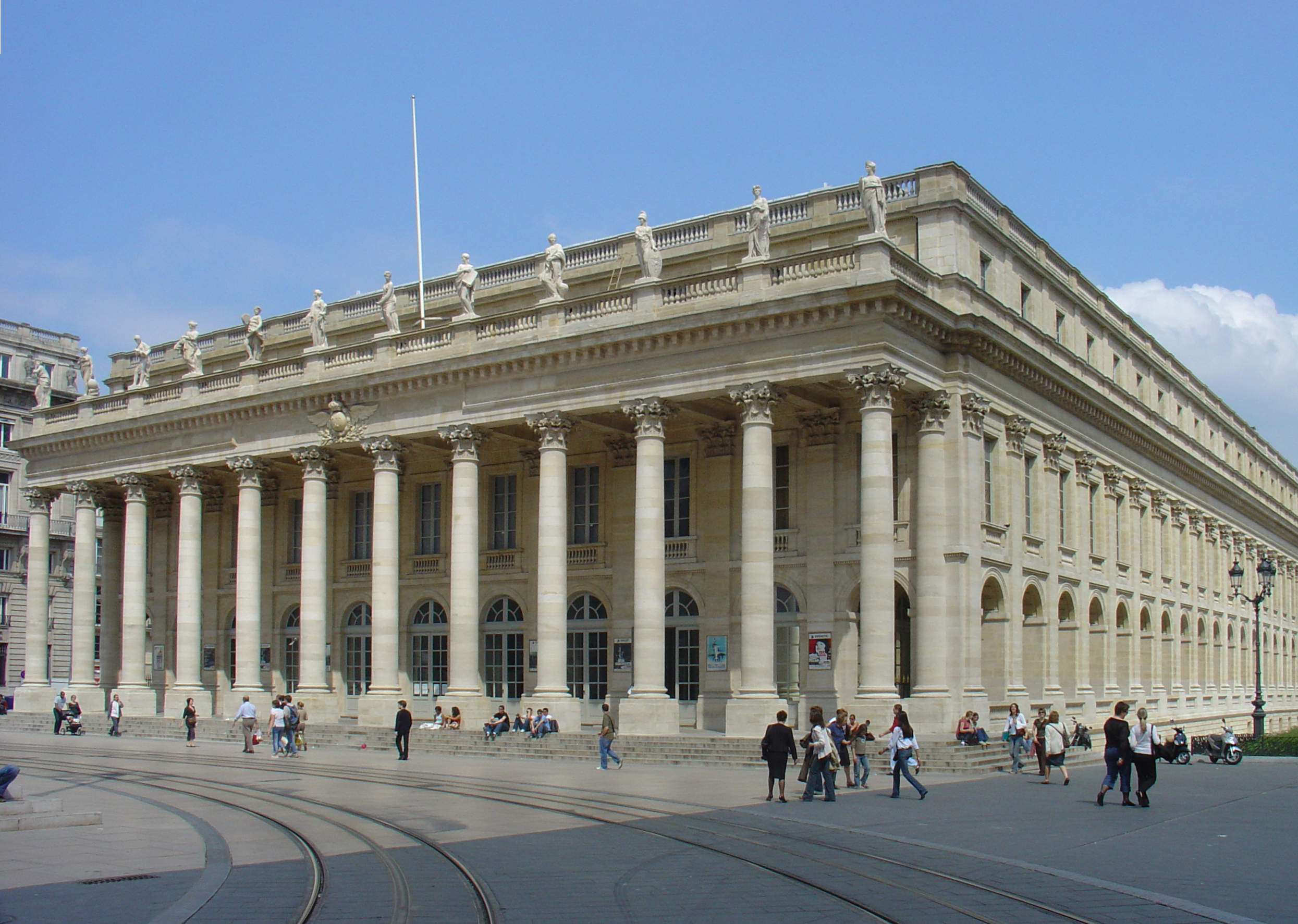

 ویکتور لوئی (فرانسوی: Victor Louis‎؛ ۱۰ مهٔ ۱۷۳۱ در پاریس - ۲ ژوئیهٔ ۱۸۰۰ در پاریس) یک معمار اهل فرانسه بود.
وی برنده جایزه بزرگ رم در معماری سال ۱۷۵۵ شده است.

## نگارخانه
|  |  |  |